# 1978-as Formula–1 monacói nagydíj
A monacói nagydíj volt az 1978-as Formula–1 világbajnokság ötödik futama.

## Futam
Az időmérőt Reutemann nyerte a két Brabham-Alfa Romeo: John Watson és Niki Lauda előtt. A rajtnál Watson állt az élre, a második helyre Depailler ért fel. A sikánnál Lauda és Reutemann összeért, Hunt autója is megsérült, így neki és Reutemannak ki kellett állnia a boxba. A 38. körben Watson elhagyta a pályát, és csak Depailler és Lauda mögé ért vissza, a verseny végére a harmadik Scheckter mögé, a negyedik helyre esett vissza. Patrick Depailler 69 futam után első győzelmét ünnepelhette.
| Helyezés | #  | Versenyző             | Csapat/Motor       | Körök | Idő/Kiesés oka | Rajthely | Pontszám |
| -------- | -- | --------------------- | ------------------ | ----- | -------------- | -------- | -------- |
| 1        | 4  | Patrick Depailler     | Tyrrell-Ford       | 75    | 1:55:14,66     | 5        | 9        |
| 2        | 1  | Niki Lauda            | Brabham-Alfa Romeo | 75    | +22,45         | 3        | 6        |
| 3        | 20 | Jody Scheckter        | Wolf-Ford          | 75    | +32,29         | 9        | 4        |
| 4        | 2  | John Watson           | Brabham-Alfa Romeo | 75    | +33,53         | 2        | 3        |
| 5        | 3  | Didier Pironi         | Tyrrell-Ford       | 75    | +1:08,06       | 13       | 2        |
| 6        | 35 | Riccardo Patrese      | Arrows-Ford        | 75    | +1:08,77       | 14       | 1        |
| 7        | 8  | Patrick Tambay        | McLaren-Ford       | 74    | +1 kör         | 11       |          |
| 8        | 11 | Carlos Reutemann      | Ferrari            | 74    | +1 kör         | 1        |          |
| 9        | 14 | Emerson Fittipaldi    | Fittipaldi-Ford    | 74    | +1 kör         | 20       |          |
| 10       | 15 | Jean-Pierre Jabouille | Renault            | 71    | +4 kör         | 12       |          |
| 11       | 5  | Mario Andretti        | Lotus-Ford         | 69    | +6 kör         | 4        |          |
| Kiesett  | 12 | Gilles Villeneuve     | Ferrari            | 62    | Baleset        | 8        |          |
| Kiesett  | 6  | Ronnie Peterson       | Lotus-Ford         | 56    | Váltó          | 7        |          |
| Kiesett  | 7  | James Hunt            | McLaren-Ford       | 43    | Meghajtás      | 6        |          |
| Kiesett  | 36 | Rolf Stommelen        | Arrows-Ford        | 38    | Rosszullét     | 19       |          |
| Kiesett  | 27 | Alan Jones            | Williams-Ford      | 29    | Olajszivárgás  | 10       |          |
| Kiesett  | 22 | Jacky Ickx            | Ensign-Ford        | 27    | Fék            | 16       |          |
| Kiesett  | 16 | Hans-Joachim Stuck    | Shadow-Ford        | 24    | Baleset        | 17       |          |
| Kiesett  | 26 | Jacques Laffite       | Ligier-Matra       | 13    | Váltó          | 15       |          |
| Kiesett  | 18 | Rupert Keegan         | Surtees-Ford       | 8     | Erőátvitel     | 18       |          |
| NK       | 9  | Jochen Mass           | ATS-Ford           |       |                |          |          |
| NK       | 17 | Clay Regazzoni        | Shadow-Ford        |       |                |          |          |
| NK       | 10 | Jean-Pierre Jarier    | ATS-Ford           |       |                |          |          |
| NK       | 19 | Vittorio Brambilla    | Surtees-Ford       |       |                |          |          |
| NeK      | 32 | Keke Rosberg          | Theodore-Ford      |       |                |          |          |
| NeK      | 24 | Derek Daly            | Hesketh-Ford       |       |                |          |          |
| NeK      | 31 | René Arnoux           | Martini-Ford       |       |                |          |          |
| NeK      | 25 | Héctor Rebaque        | Lotus-Ford         |       |                |          |          |
| NeK      | 30 | Brett Lunger          | McLaren-Ford       |       |                |          |          |
| NeK      | 37 | Arturo Merzario       | Merzario-Ford      |       |                |          |          |

## Statisztikák
Vezető helyen:
- John Watson: 37 (1-37)
- Patrick Depailler: 76 (38-75)

Patrick Depailler 1. győzelme, Carlos Reutemann 4. pole-pozíciója, Niki Lauda 13. leggyorsabb köre.
- Tyrrell 21. győzelme.